# Pardosa mukundi
Pardosa mukundi este o specie de păianjeni din genul Pardosa, familia Lycosidae, descrisă de Benoy Krishna Tikader și Malhotra, 1980. Conform Catalogue of Life specia Pardosa mukundi nu are subspecii cunoscute.